# Chmelík
Chmelík (en allemand : Hopfendorf) est une commune du district de Svitavy, dans la région de Pardubice, en Tchéquie. Sa population s'élevait à 204 habitants en 2024.

## Géographie
Chmelík se trouve à 11 km à l'ouest-nord-ouest de Svitavy, à 50 km au sud-est de Pardubice et à 140 km à l'est-sud-est de Prague.
La commune est limitée par Trstěnice au nord, par Karle à l'est, par Květná au sud, par Polička au sud-ouest, et par Sebranice à l'ouest.

## Histoire
La première mention écrite du village date de 1314.

## Galerie

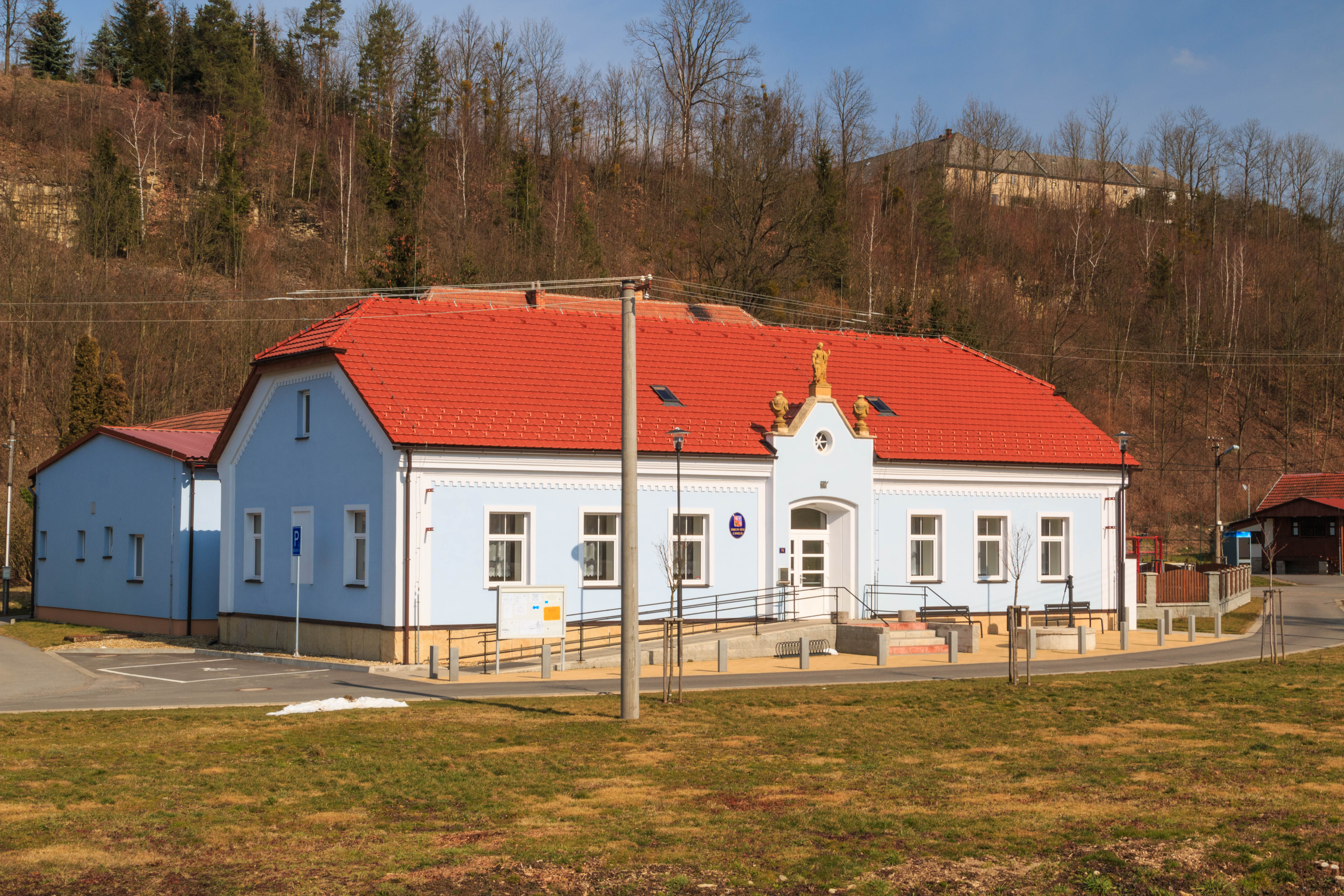
Chmelík : la mairie.
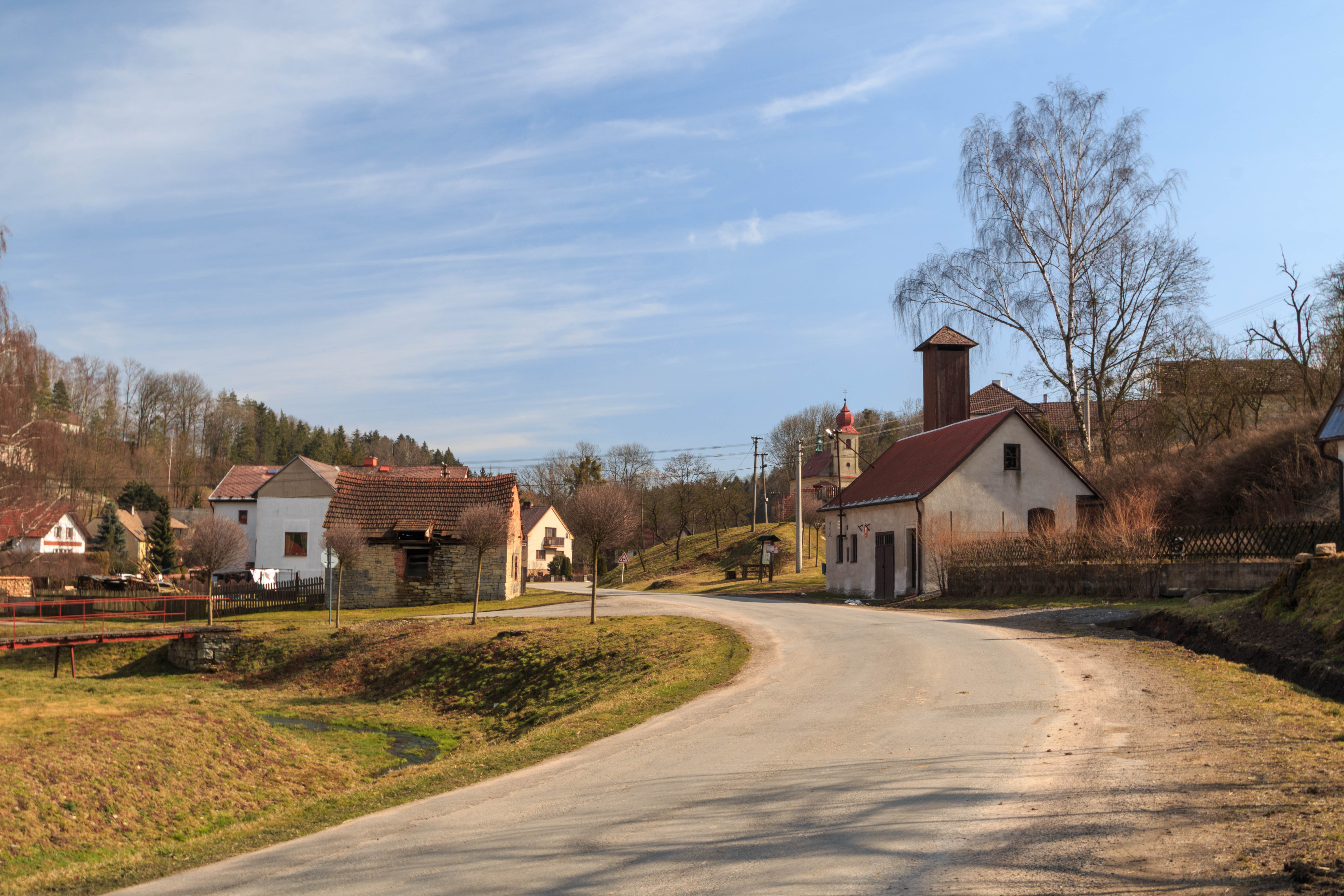
La rue principale.

## Transports
Par la route, Chmelík se trouve à 14 km de Svitavy, à 66 km de Pardubice et à 174 km de Prague. 